# Ши Дэян

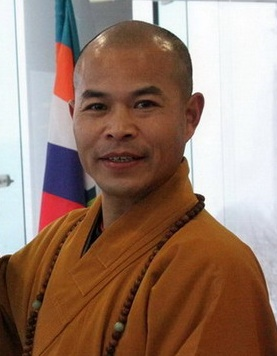
Ши Дэян

Ши Дэян (мирское имя Ши Фанфэн, род. 1967) — шаолиньский монах 31-го поколения, известный китайский мастер боевых искусств, один из самых опытных и прославленных носителей техники шаолиньского ушу. Родился в 1967 году в провинции Хэнань в уезде Тайкан, начал обучение у Ши Дэчаня, под его влиянием в 1983 году ушёл в монастырь и получил монашеский постриг в Шаолиньсы, стал учеником одного из самых известных монахов за всю историю Шаолиньсы, настоятеля Ши Суси. Под его руководством изучал монашеские практики, медитацию, практику и теорию ушу, а затем стал ближайшим учеником «принявшим патру и рясу» Ши Суси, то есть официальным руководителем традиционной шаолиньской школы. Непосредственно у Ши Суси Дэян обучался технике шаолиньского ушу. Именно Ши Суси передал ему традиционные формы ушу, такие как лоханьцюань, дахунцюань, бой с шаолиньским шестом и другие техники.
В начале 1990-х годов Дэян был старшим тренером в располагавшейся в административном центре уезда Дэнфэн «Академии ушу монастыря Шаолинь», которой руководил Дэцянь (мирское имя Ван Чанцин, бывший послушник Шаолиня).
Ши Дэян проводит открытые семинары в США, Италии и Венгрии, однако крайне редко принимает кого-либо в свои прямые ученики. С детства живёт в Шаолиньском монастыре.
Мастер каллиграфии, пишет стихи в традиционном стиле, многие его произведения официально признаны «ценнейшим достижением традиционной культуры». Объехал со своими лекциями, проповедями и выступлениями более двадцати стран мира, является официальным советником ряда зарубежных федераций традиционного ушу.
Является старшим тренером подготовительной команды монахов-бойцов Шаолиньского монастыря.
Считается одним из самых выдающихся ныне живущих монахов Шаолиньсы, носителем истинной традиции Шаолиньсы. Строго придерживается традиционных форм тренировки, уклада жизни и методов практики.